# 埃塞湖紅點鮭
埃塞湖紅點鮭，為輻鰭魚綱鮭形目鮭科的其中一種，為溫帶淡水魚，被IUCN列為瀕危保育類動物，分布於俄羅斯Esei湖流域，體長可達37公分，棲息在底中層水域，生活習性不明。

## 擴展閱讀
維基物種上的相關：埃塞湖紅點鮭